# Шнабелвајд
Шнабелвајд (њем. Schnabelwaid) град је у њемачкој савезној држави Баварска. Једно је од 33 општинска средишта округа Бајројт. Према процјени из 2010. у граду је живјело 1.014 становника. Посједује регионалну шифру (AGS) 9472184.

## Географски и демографски подаци
Шнабелвајд се налази у савезној држави Баварска у округу Бајројт. Град се налази на надморској висини од 451 метра. Површина општине износи 21,3 km². У самом граду је, према процјени из 2010. године, живјело 1.014 становника. Просјечна густина становништва износи 48 становника/km².